# 祭文音頭
祭文音頭（さいもんおんど）は、歌謡化した祭文（歌祭文）が地方で盆踊歌に転じて生まれた音頭。また、そのなかで、とくに滋賀県の江州音頭の直接の起源となったクドキ調の音頭。

## 祭文音頭の歴史
仏教の経典にフシをつけた声明を源流とし、山伏らによる民間布教手段として生まれたのが「祭文」である。近世に入り、祭文は一部で娯楽化し、次第に宗教色を薄めていって遊芸化した。
江戸時代、三味線と結びついて歌謡化した祭文を「歌祭文」と称する。これに対し、錫杖と法螺貝のみを用いたデロレン祭文は、世俗的な物語を採用しながらも語りもの的要素の強い芸能である。
歌祭文は、元禄（1688年-1704年）以降、「八百屋お七恋路の歌祭文」「お染久松藪入心中祭文」などといった演目があらわれ、世俗の恋愛や心中事件、あるいは下世話なニュースなども取り入れ、一種のクドキ調に詠みこむようになった。
クドキ調となった歌祭文が地方で盆踊歌に転じていったものが「祭文踊り」であり、「祭文音頭」である。地域によっては、近年まで「佐倉宗吾くどき」や「石童丸苅茅道心くどき」によって盆踊りが踊られていたところもあった。

## 江州音頭の前身としての祭文音頭
上述のデロレン祭文は、語りの合間に法螺貝を拡声器のように用いて、一同で「♪ デロレン、デロレン」という合いの手を入れることから、その呼称がある。同様の成立過程を辿ったものには、願人坊主が事とした「あほだら経」や、「ちょんがれ」（ちょぼくれ）、「春駒節」、「ほめら」などの諸芸があった。しかし、これらの芸能は、テレビジョンの普及した高度経済成長期を境に継承者は絶えてしまった。
文化年間に近江国河瀬村（滋賀県彦根市）に生まれた西沢寅吉は、当初、近江の神崎郡八日市（東近江市）で板前をしていたが、生来の歌好きが昂じて文政12年（1829年）に武蔵国のデロレン祭文の名人桜川雛山に師事した。寅吉は桜川歌寅と称し、祭文に歌念仏・念仏踊りを採り入れて独特の節回しを考案し、話芸と踊りを融合させた新たな音頭を作り上げた。これが祭文音頭である。祭文音頭は当初、近江の八日市で踊られた。
歌寅はさらに、親交のあった奥村久左衛門（初代真鍮家好文）の協力で節回しや演目等を整備し、明治初年に近江国愛知郡枝村（滋賀県犬上郡豊郷町）の千樹寺で踊りを披露した。これが、江州音頭の始まりとされる。歌寅は師匠桜川雛山の許しを得て、初代桜川大龍を名乗り江州音頭の家元となり、その普及に尽くした。